# Laize-la-Ville
Pour les articles homonymes, voir Laize.
Laize-la-Ville est une ancienne commune française, située dans le département du Calvados en région Normandie, devenue le 1er janvier 2017 une commune déléguée au sein de la commune nouvelle de Laize-Clinchamps.
Laize-la-Ville est peuplée de 803 habitants.

## Géographie
La commune est en plaine de Caen. Son bourg est à 8,5 km au nord-ouest de Bretteville-sur-Laize, à 11 km à l'est d'Évrecy et à 12 km au sud de Caen.
Le village est bâti sur le flanc du vallon de la Laize, origine du nom de la commune. C'est un affluent de l'Orne.
À proximité immédiate de la commune, se trouve le site géologique appelé le synclinal de May.
| Clinchamps-sur-Orne | May-sur-Orne   | Fontenay-le-Marmion                   |
| Clinchamps-sur-Orne | Laize-la-Ville | Fontenay-le-Marmion Fresney-le-Puceux |
| Boulon              | Boulon         | Fresney-le-Puceux Boulon              |

## Toponymie
Le nom de la localité est attesté sous la forme Lesiam vers 1034. Le toponyme est emprunté à l'hydronyme de la rivière qui contourne le bourg. Le second élément a été ajouté pour différencier le village de la rivière.
Le gentilé est Laizien ou Laizois.

## Histoire
Une église est mentionnée dans un texte antérieur à 1066. La paroisse Notre-Dame de Laize, l'ancien nom du village, figure dans une charte de l'abbaye de Barbery en 1273. L'église Notre-Dame actuelle est datée du (XIIe et XVIIIe siècles).
Le 8 août 1944, la commune est libérée par les militaires du régiment canadien Fusiliers Mont-Royal de Montréal lors de l'opération Totalize. La rue principale porte le nom de ce régiment libérateur et la place municipale, où se déroule la fête annuelle de la Saint-Matthieu, le nom de place du 8 août.
Laize-la-Ville est connue dans toute l'Europe sur le plan minéralogique[réf. nécessaire]. En effet, cette ville abritait autrefois une célèbre mine de barytine bleue de qualité. Le secteur minier y est aujourd'hui fermé.

## Politique et administration
Le conseil municipal est composé de quinze membres dont le maire et deux adjoints.
| Période                                  | Période  | Identité       | Étiquette | Qualité                                                                 |
| ---------------------------------------- | -------- | -------------- | --------- | ----------------------------------------------------------------------- |
| Janvier 2017                             | En cours | Dominique Rose | SE        | Officier de gendarmerie en retraite Maire de Laize-Clinchamps (2017 → ) |
| Les données manquantes sont à compléter. |          |                |           |                                                                         |

## Démographie
L'évolution du nombre d'habitants est connue à travers les recensements de la population effectués dans la commune depuis 1793. À partir du 1er janvier 2009, les populations légales des communes sont publiées annuellement dans le cadre d'un recensement qui repose désormais sur une collecte d'information annuelle, concernant successivement tous les territoires communaux au cours d'une période de cinq ans. 
Pour les communes de moins de 10 000 habitants, une enquête de recensement portant sur toute la population est réalisée tous les cinq ans, les populations légales des années intermédiaires étant quant à elles estimées par interpolation ou extrapolation. Pour la commune, le premier recensement exhaustif entrant dans le cadre du nouveau dispositif a été réalisé en 2005,.
En 2021, la commune comptait 803 habitants, en évolution de +5,66 % par rapport à 2015 (Calvados : +1,58 %, France hors Mayotte : +2,49 %).
| 1793 | 1800 | 1806 | 1821 | 1831 | 1836 | 1841 | 1846 | 1851 |
| ---- | ---- | ---- | ---- | ---- | ---- | ---- | ---- | ---- |
| 227  | 159  | 205  | 203  | 212  | 215  | 195  | 223  | 231  |

| 1856 | 1861 | 1866 | 1872 | 1876 | 1881 | 1886 | 1891 | 1896 |
| ---- | ---- | ---- | ---- | ---- | ---- | ---- | ---- | ---- |
| 235  | 225  | 209  | 206  | 185  | 185  | 193  | 177  | 175  |

| 1901 | 1906 | 1911 | 1921 | 1926 | 1931 | 1936 | 1946 | 1954 |
| ---- | ---- | ---- | ---- | ---- | ---- | ---- | ---- | ---- |
| 142  | 154  | 135  | 156  | 175  | 168  | 191  | 152  | 161  |

| 1962 | 1968 | 1975 | 1982 | 1990 | 1999 | 2005 | 2010 | 2015 |
| ---- | ---- | ---- | ---- | ---- | ---- | ---- | ---- | ---- |
| 213  | 190  | 203  | 244  | 347  | 319  | 428  | 619  | 760  |

| 2018 | - | - | - | - | - | - | - | - |
| ---- | - | - | - | - | - | - | - | - |
| 825  | - | - | - | - | - | - | - | - |

## Lieux et monuments
- Église Notre-Dame, des XIIe et XVIIIe siècles.
- Partie restante d'un ancien bâtiment construit en 1701, peut-être une chanoinerie, propriété privée, dont la porte est surmontée d'un pot à feu.
- Ferme de style normand construite au début du XXe siècle. Deux épis de faîtage surmontent la toiture à quatre pans en tuiles percée de deux lucarnes. Cette ferme est une propriété privée qui possède son propre château d'eau à colombages.
- Une ancienne grange dîmière.
- Le monument aux morts de la Première Guerre mondiale au croisement de la rue Régiment Mont-Royal et la rue du Pont-Rouge.

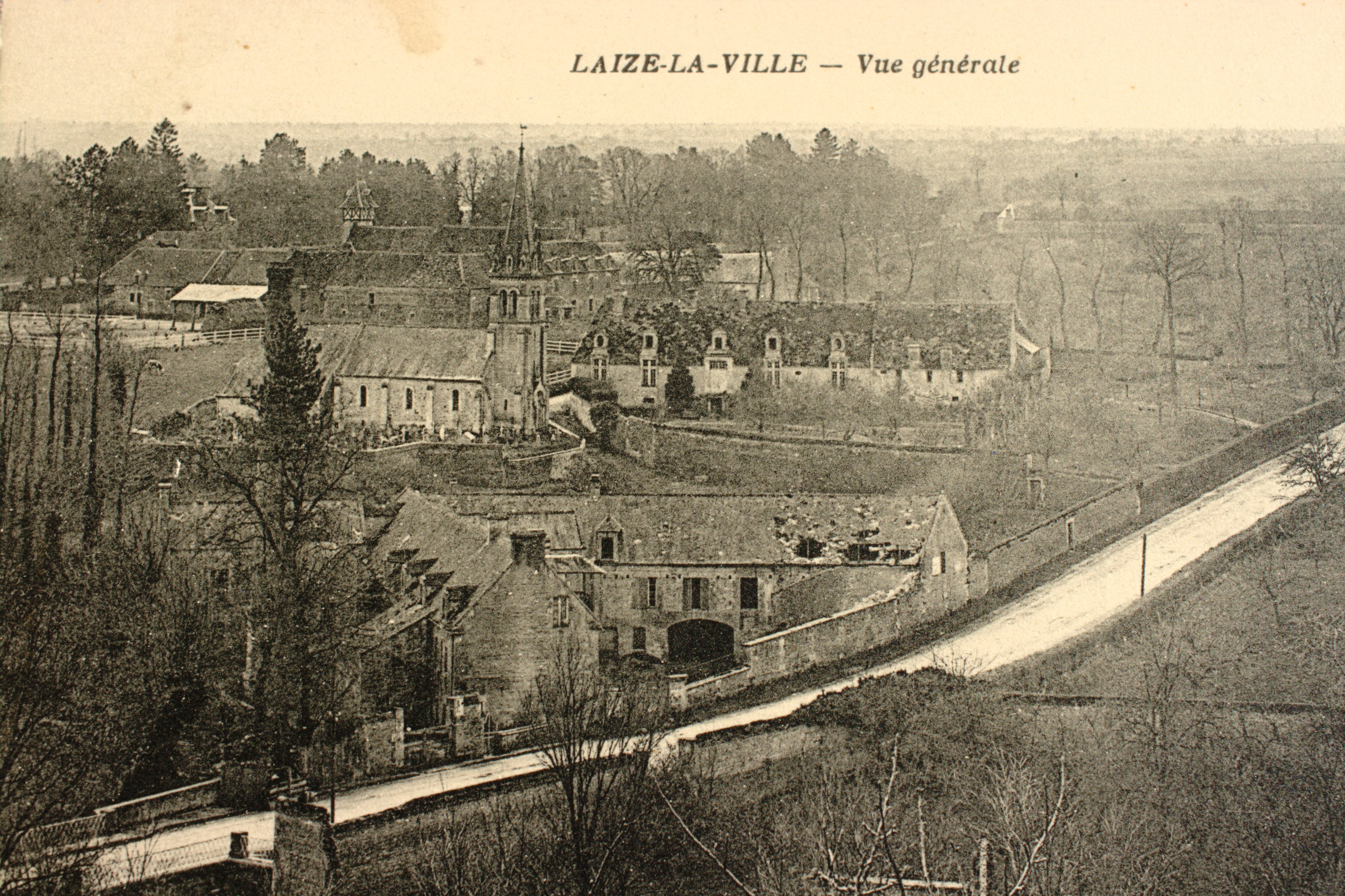
Les bâtiments de la tannerie (au premier plan), de l'église et celui à usage d'habitation des chanoines et à droite du clocher la grange dîmière (ou à dîme) vers 1905.
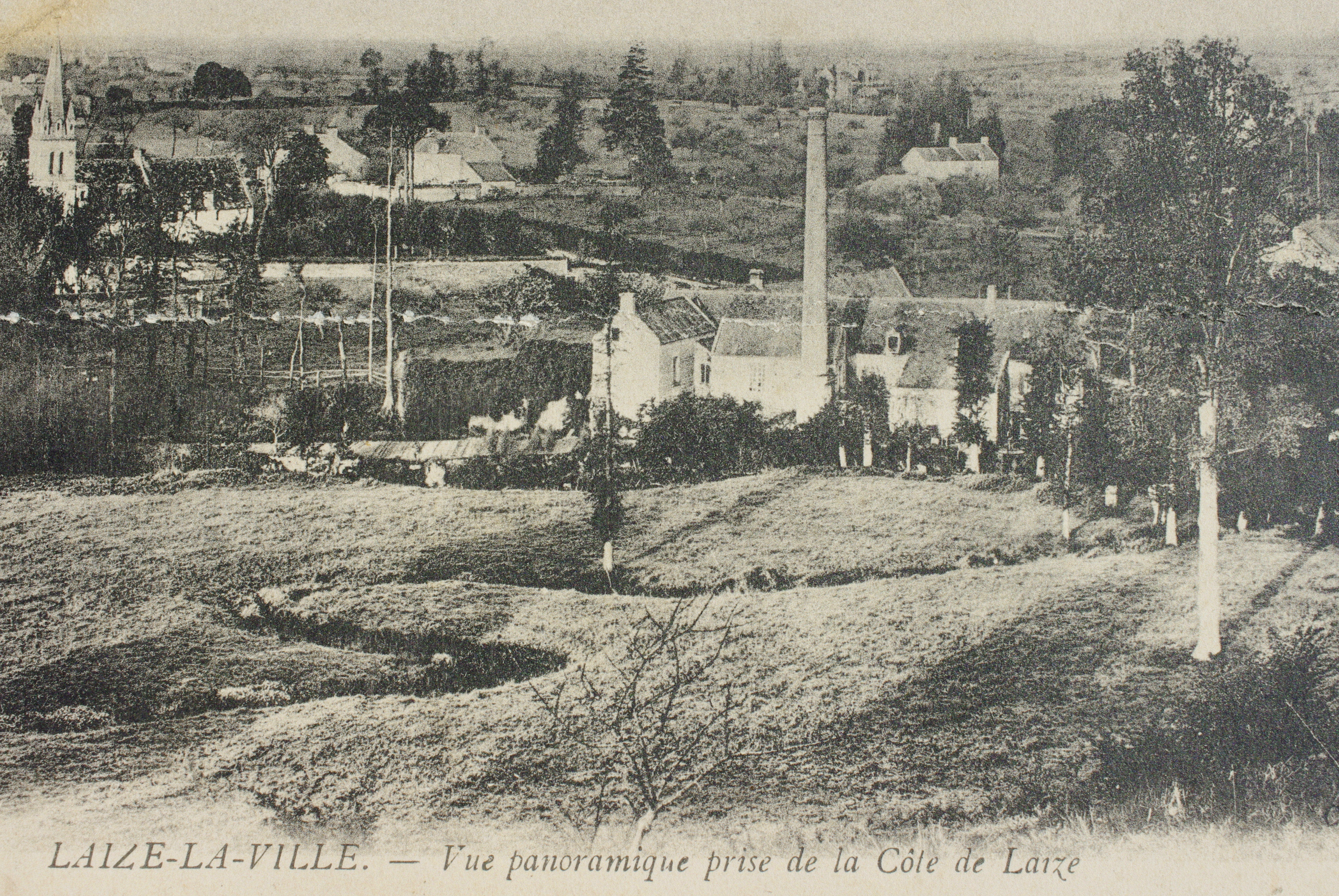
L'ancienne tannerie au bord de la rivière Laize au début du XXe siècle.
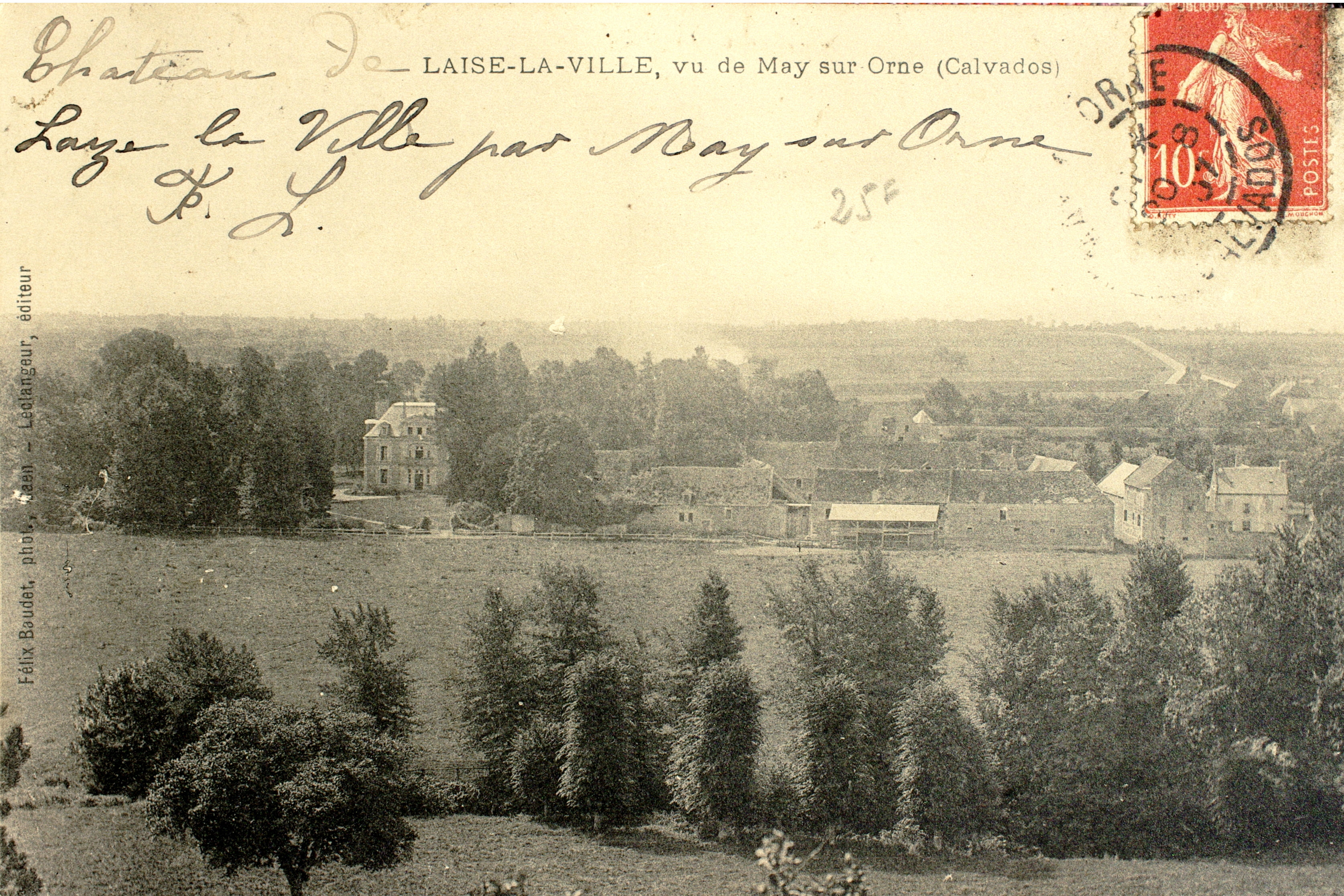
L'ancien château vers 1905 tel qu'il était avant sa destruction à la suite du débarquement du 6 juin 1944 et la prise du village par le régiment Les Fusiliers Mont-Royal (Montréal - Canada), le 8 août 1944 et à droite, de profil, la grange à dîme.
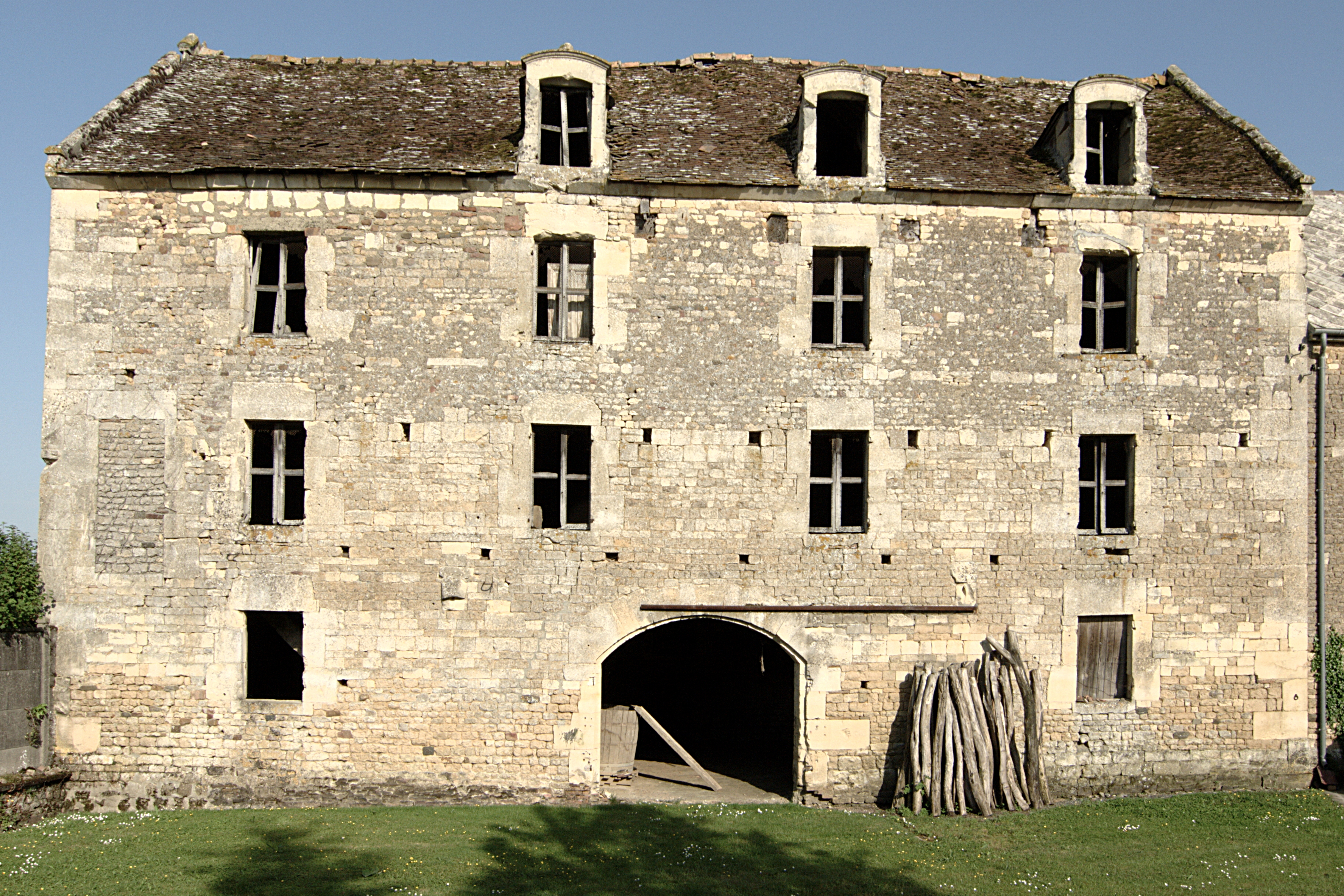
Le bâtiment de l'ancienne grange à dîme, vu depuis la cour intérieure.
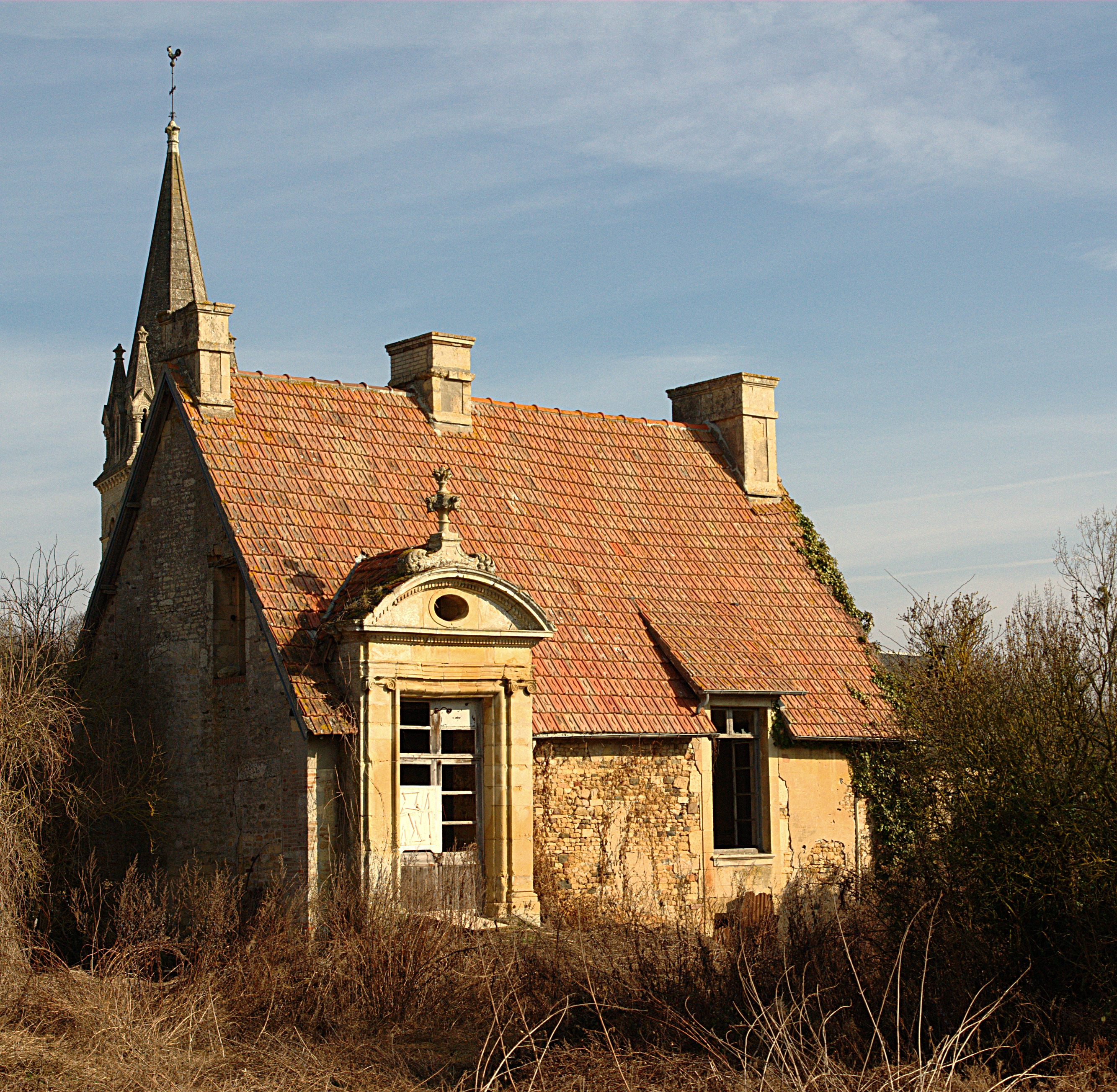
Vestiges, vus côté sud (façade) et ouest du quartier canonial, appelé cloître au Moyen Âge, habitation des chanoines au début du XXe siècle de l'extrême partie vue des côtés sud et ouest.
Le bâtiment de l'église Notre-Dame des Fontaines, vu de face.
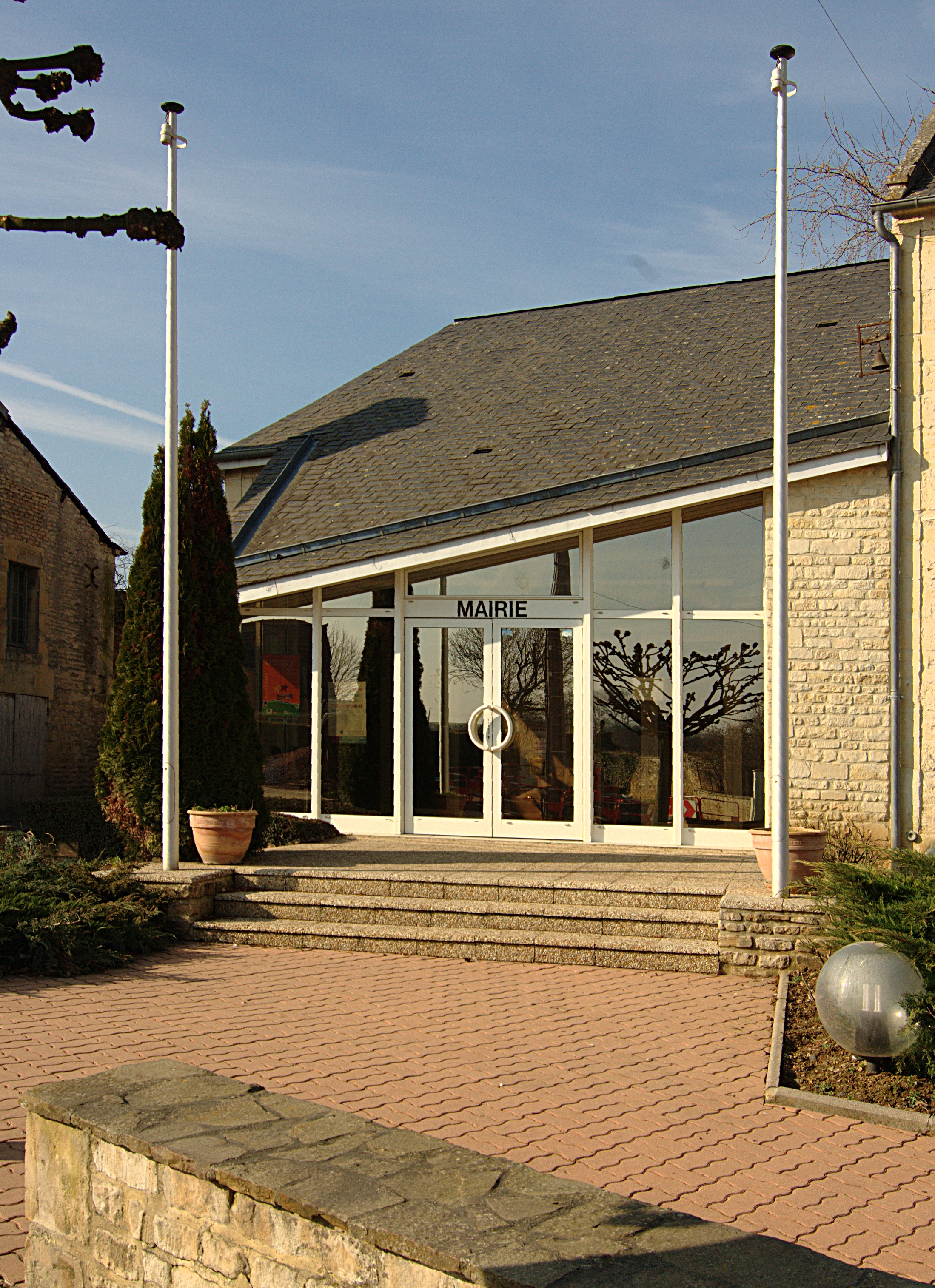
Le bâtiment de la mairie, vu de face.
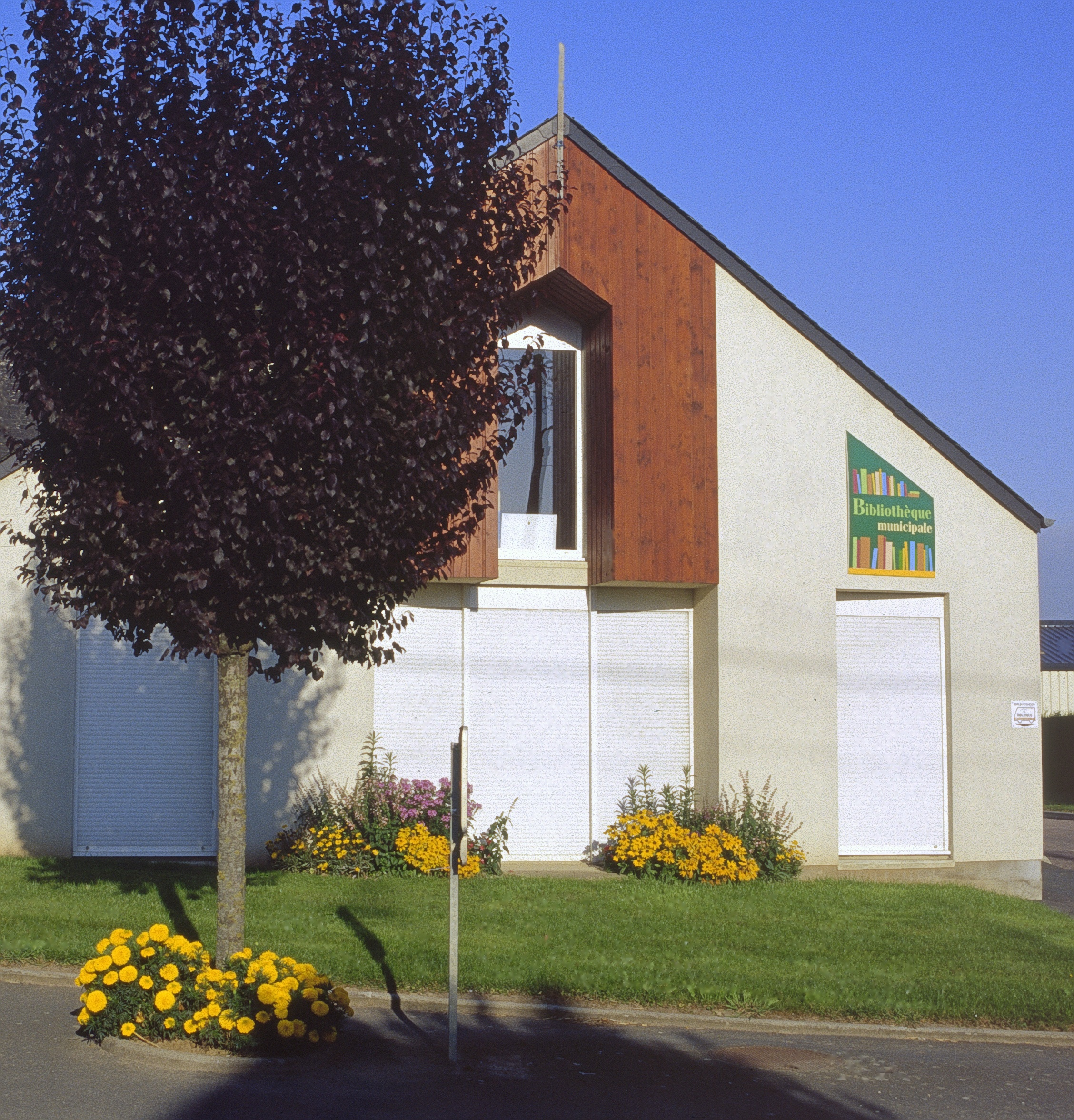
Le bâtiment de la bibliothèque municipale, vu de face.

## Activité et manifestations

### Sports
Le Football Club Laize-Clinchamps fait évoluer deux équipes de football en divisions de district.

### Manifestations
- La fête de la Saint-Matthieu se déroule chaque année au mois de septembre et accueille des manèges et une foire à tout.
- Un Club de l'amitié organise diverses activités au cours de l'année telles que des randonnées promenades, le réveillon de la saint Sylvestre, la coutume du Mardi gras, des voyages et un repas dansant. Il propose des sections gymnastique dite "gym douce" et de danse "country".